# Pierre-Antoine Favre
Pour les articles homonymes, voir Favre.
Pierre-Antoine Favre (né le 20 février 1813 à Lyon et mort le 17 février 1880 à Marseille) est un médecin et professeur de chimie et de médecine, membre de l'Académie des sciences.

## Biographie
Pierre-Antoine Favre est diplômé en médecine à la Faculté de Paris en 1835. Après avoir suivi en 1840 les leçons de Jean-Baptiste Dumas à l'École de médecine, il quitte la carrière du praticien. Il est admis au laboratoire particulier d'Eugène-Melchior Péligot et assiste son savant maître dans ses importantes recherches sur l'uranium. Lorsque Péligot est nommé professeur de chimie générale au Conservatoire national des arts et métiers, il devient le préparateur officiel de son cours.
De cette époque datent ses premières recherches personnelles et ses publications de chimie. Il collabore avec Jean Thiébault Silbermann, alors préparateur du cours de Claude Pouillet au Conservatoire national des arts et métiers. Ensemble, ils publient une longue série d'importantes recherches thermochimiques. Ces travaux ont porté sur les chaleurs de combustion d'un grand nombre de corps simples ou composés, minéraux et organiques, par la méthode des combustions vives, à l'aide de leur calorimètre à eau. Ils sont également les inventeurs du calorimètre à mercure. Dans ses derniers travaux, Favre a étudié l'action thermique développée par l'absorption de l'hydrogène par le noir de platine.
En 1851, il est nommé chef des laboratoires de chimie analytique à l'École centrale des arts et manufactures. Il est ensuite nommé en 1854 professeur de chimie à la Faculté des sciences de Besançon puis en 1855 à la Faculté des sciences de Marseille nouvellement créée. En 1863, il devient correspondant de l'Académie des sciences pour la section de chimie. En 1872, Favre est nommé doyen de la Faculté des sciences de Marseille, avant d'être nommé en 1875 chef du laboratoire de chimie de l'Administration des douanes.
Vers la fin de 1878, la santé de Favre, gravement altérée, l'oblige à suspendre son cours et ses travaux. En 1879, il fait valoir ses droits à la retraite et est nommé professeur honoraire, par arrêté ministériel, puis doyen honoraire, par décret. Il meurt le 17 février 1880, à Saint-Barthélemy, près de Marseille.

## Prix et distinctions
- 1869 : Prix Jecker de l'Académie des sciences
- 1875 : Prix La Caze de l'Académie des sciences